# In viaggio con Evie
In viaggio con Evie (Driving Lessons) è un film del 2006 diretto da Jeremy Brock.

## Trama
Ben è un adolescente timido, impacciato ed introverso, figlio di un pastore anglicano. La sua vita è stata condizionata dall'educazione ricevuta dalla madre, donna conservatrice e bigotta dedita ad attività caritatevoli. Alla ricerca di un lavoro estivo, grazie a un annuncio economico apparso su una rivista religiosa, Ben incontra Evie, attrice di teatro ormai dimenticata. Col passare del tempo il ragazzo, non sopportando più sua madre, crolla sotto la sua continua ed insistente pressione, giungendo alla soluzione di fuggire andando a lavorare per Evie; col suo comportamento spesso bizzarro e non convenzionale, quest'ultima mette spesso in discussione le credenze di Ben forzandolo, in qualche modo, ad affrontare l'idea di chi vuole essere.
In compagnia dell'attrice, il ragazzo viaggia per Edimburgo, dove lei gli insegnerà in seguito a guidare, aiutandolo, in un certo senso, ad uscire dal suo guscio, incontrando ragazze e imparando infine a ballare.